# Hermògenes del Pont
Hermògenes del Pont (en llatí Hermogenes, en grec antic Ἑρμογένης) va ser un magistrat romà del segle iv.
Era praefectus praetorio Orientis l'any 359. És segurament l'Hermògenes esmentat per Libani com el millor dels magistrats del seu temps, tot i que era aspre i sever. Quan Constanci II va voler establir un tribunal inquisitorial després de disturbis a Egipte el 359, no va ser nomenat per formar-hi part degut al seu caràcter massa tou per la repressió. Va morir poc després i el va succeir Helpidi.